# Liste des ponts de Toulouse
Cet article dresse une liste des ponts et des passerelles de Toulouse.

## Cours d'eau

### Garonne

#### Pont de la Loge
Le pont de la Loge est construit dans le premier quart du XXe siècle, à la suite du développement de la Poudrerie et de relier l'île de la Poudrerie au chemin des Étroits, en rive droite de la Garonne. Il possède une structure en béton.

#### Pont autoroutier de l'O.N.I.A.
Le pont autoroutier de l'O.N.I.A. est construit en 1974, lors de l'aménagement de la dernière partie de la rocade ouest (actuelle autoroute A620/périphérique), reliant le rond-point de Langlade à l'avenue Pierre-Georges-Latécoère et à l'autoroute des Deux Mers (actuelle autoroute A61).
C'est un pont à poutres en porte-à-faux, bâti en béton précontraint. Long de 270 mètres, il est composé de quatre travées.

#### Pont autoroutier d'Empalot
Le pont autoroutier d'Empalot est construit en 1974, lors de l'aménagement de la dernière partie de la rocade ouest (actuelle autoroute A620/périphérique), reliant le rond-point de Langlade à l'avenue Pierre-Georges-Latécoère et à l'autoroute des Deux Mers (actuelle autoroute A61).
C'est un pont à poutres préfabriquées. Long de 197 mètres, il se compose de quatre travées reliées par des poutres, longues de 50 mètres : leur poids, de 153 tonnes chacune, font du pont autoroutier d'Empalot un des plus importants ponts à poutres préfabriquées de France lors de sa construction.

#### Passerelle de la Poudrerie

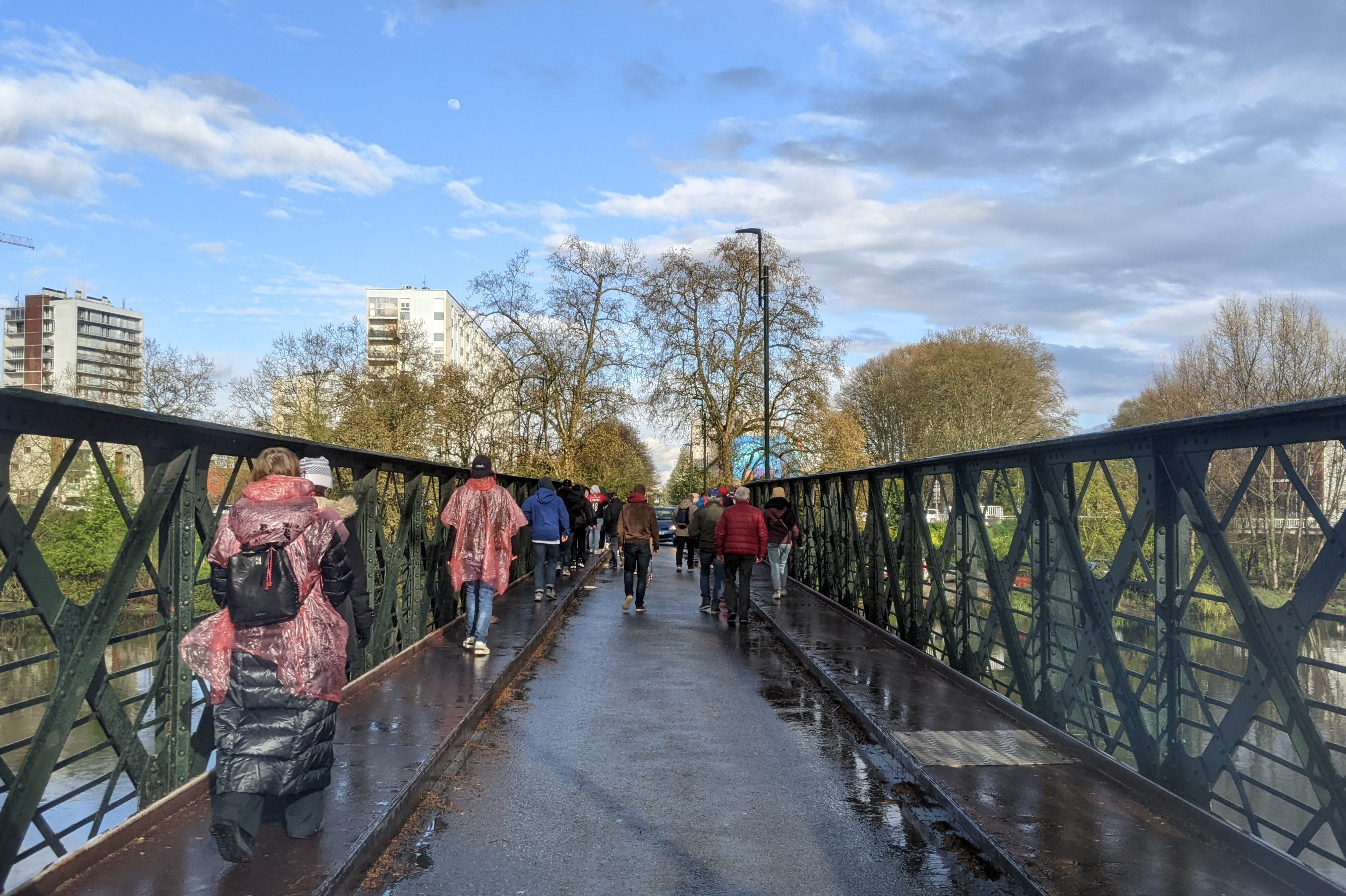
La passerelle de la Poudrerie.

La première passerelle de la Poudrerie est construite en 1863 par les ingénieurs de la Poudrerie, afin de rattacher l'allée de la Poudrerie (actuelle allée Henri-Sellier) et le quartier du Férétra, en rive droite de la Garonne, au sud de l'île du Ramier où est implantée la Poudrerie depuis 1851, afin de d'en faciliter l'accès aux personnels. Elle est reconstruite en 1915 alors que, à la suite du déclenchement de la Première Guerre mondiale, l'effort de guerre croissant a considérablement les activités de l'usine toulousaine et le nombre des ouvriers qui y travaillent.
La passerelle est constituée d'une structure en treillis d'acier. Elle repose sur deux culées et deux piles rectangulaires, bâties en briques, quoique les angles des culées et les avant-becs des piles soient en pierre de taille.

#### Passerelle Anita-Conti
La passerelle Empalot est construite entre 2023 et 2024, afin d'accompagner le réaménagement de l'île du Ramier dans le cadre du projet de Grand parc Garonne, et de mieux relier l'île au quartier d'Empalot et à la nouvelle rue Maria-Mombiola, ouverte en 2018. Le dessin en est confié au groupement d'architectes Lavigne-Cheron et IDP-Architecte. Elle est baptisée du nom de l'océanographe Anita Conti (1899-1997) et inaugurée le 22 juin 2024, le même jour que la passerelle Robert-Poujade. En juillet 2024, elle est provisoirement fermée afin de permettre la pose d'un nouveau revêtement constitué d'une résine antidérapante assurant l'étanchéité de l'ouvrage.
La passerelle, de structure métallique, est de type pont à haubans. Elle est constituée d'un tablier dont la portée principale est de 145 mètres, pour une largeur de 5 mètres, et qui se prolonge sur chacune des rives par deux rampes et des escaliers. Il est soutenu par des haubans reliés à un mât en forme de V d'une hauteur de 26 mètres, en rive droite, et à un mât plus petit, d'une hauteur de 20 mètres, en rive gauche.

#### Pont de la Croix-de-Pierre
Le pont de la Croix-de-Pierre est construit en 1969, dans le prolongement du pont de Garigliano et du pont Pierre-de-Coubertin, permettant d'achever la ligne des boulevards qui ceinturent la ville au sud en suivant le tracé de l'ancienne barrière de l'octroi (actuels avenue Paul-Crampel, boulevard André-Delacourtie et boulevard des Récollets en rive droite, et boulevard Déodat-de-Séverac, boulevard Gabriel-Koenigs et boulevard Jean-Brunhes en rive gauche).

#### Pont du Garigliano
Le pont du Garigliano est construit entre 1954 et 1956, afin de relier le boulevard des Récollets à l'île du Ramier, et particulièrement au Stadium et à la piscine municipale. Il est ouvert à la circulation le 12 avril 1958, à l'occasion de la 27e foire de Toulouse, qui se tient au parc des expositions. Le 22 juin 1975, il est inauguré sous son nom actuel, en présence de l'épouse du maréchal Alphonse Juin, en commémoration de la bataille du Garigliano (11-21 mai 1944), où sont engagées les forces du corps expéditionnaire français et où ont prévalu, au sein du commandement allié, les plans d'Alphonse Juin.

#### Pont de Banlève
Le premier pont de Banlève est construit en 1860, afin de relier l'îlot de Banlève et l'île du Ramier. Il est détruit lors de la crue de 1875 et remplacé par un pont de bois. En 1902, la municipalité acquiert l'îlot du Ramier du Château afin d'aménager un espace vert, le Parc toulousain. Afin de faire face à l'afflux des promeneurs, un nouveau pont de bateaux est construit à côté du pont en bois. Le pont actuel est construit entre 1927 et 1928.
Le pont, long de 56,10 mètres et large de 10 mètres, possède une structure en béton.

#### Pont du Halage-de-Tounis

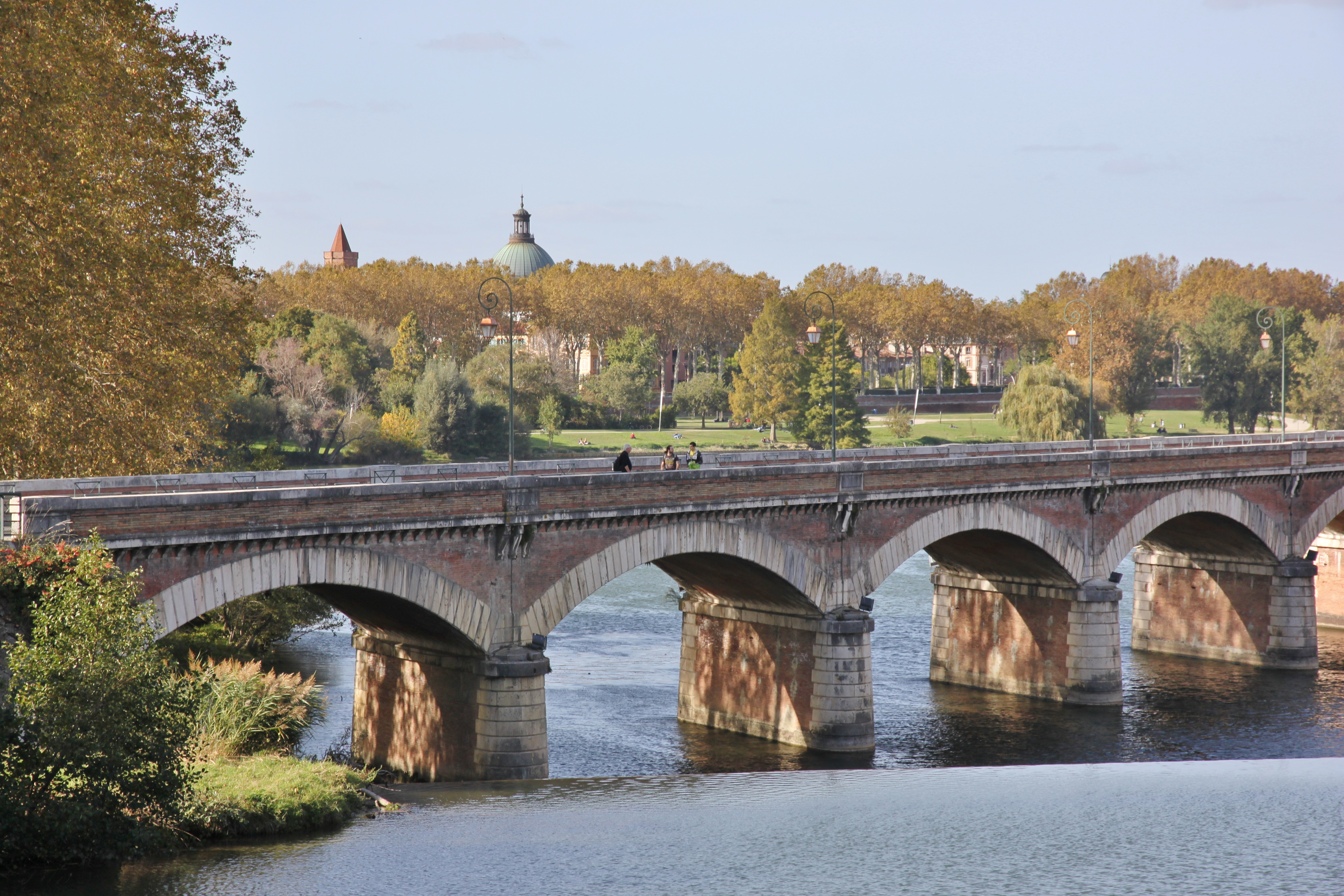
Le pont du Halage-de-Tounis vu depuis le pont Saint-Michel.

C'est en 1842 qu'est présenté le premier projet d'un pont reliant l'île de Tounis à l'île du Ramier, mais ce n'est qu'en 1862, peu après l'achèvement des travaux du quai de Tounis, que les travaux sont commencés selon les plans de Bergis, ingénieur en chef des ponts et chaussées. Ils sont terminés en 1866.
Le pont, qui mesure 164 mètres de long, relie le quai de Tounis au pont Saint-Michel. Il est placé dans l'axe du quai de Tounis, légèrement en aval de la chaussée de l'ancien moulin du Château (emplacement de l'actuelle avenue Maurice-Hauriou). Il se compose de huit arches segmentaires reposant sur des piles arrondies. Il est bâti en brique avec un parement en pierre de taille au niveau des piles et des arches. Le parapet en brique est couronné par des dalles en pierre de taille.

#### Pont de Tounis

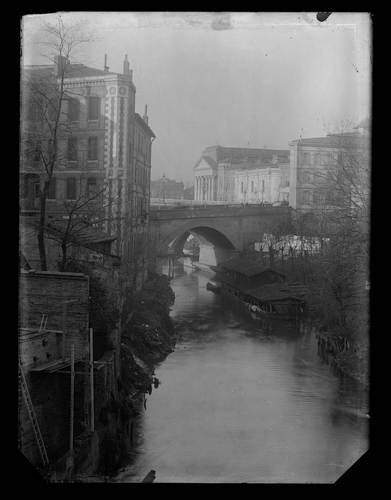
La Garonnette et le pont de Tounis vers 1900 (Eugène Trutat, archives munuicipales).

Le pont de Tounis, construit entre 1515 et 1528, est le plus ancien pont de la ville. Il est élevé à la demande des capitouls afin de relier l'île de Tounis à la rive droite de la Garonne, en franchissant le bras supérieur du fleuve, la Garonnette. Il remplace des ponts en bois plus anciens, construits dès le XIIe siècle, mais endommagés ou détruits à plusieurs reprises. En 1952, après une nouvelle crue dévastatrice de la Garonne, la municipalité de Raymond Badiou décide un vaste plan de canalisation et de contrôle du fleuve, dont participe l'assèchement de la Garonnette. En 1954, les travaux sont terminés et en 1959, le conseil municipal propose l'aménagement d'une voie de circulation dans l'ancien lit de la Garonnette : l'avenue du même nom. En 2007, le pont a fait l'objet d'une restauration.
Le pont de Tounis est édifié en brique – quoiqu'il ait été couvert d'un enduit clair imitant la pierre de taille en 2007. Il est édifié en pente, afin de rattraper un dénivelé de plus de 5 mètres entre le côté est, qui correspond à la terrasse sur laquelle est édifiée la ville, le côté ouest, qui correspond à l'ancienne île de Tounis. Il se compose de trois arches, voûtées en plein cintre, qui reposent sur deux piles. Cependant, seules deux arches restent partiellement visibles la troisième étant enserrée entre les constructions voisines de la rue du Pont-de-Tounis (actuel no 8). De plus, elles ont perdu environ un tiers de leur hauteur lors de l'aménagement de l'avenue de la Garonnette et de l'exhaussement du niveau du sol par comblement de l'ancien cours du fleuve. Les deux piles sont équipées d'éperons, afin de rompre le cours de l'eau. L'éperon de la pile centrale a été partiellement reconstruit, modifiant son aspect d'origine.

#### Pont de l'Embouchure
Le premier projet de création d'un pont près du port de l'Embouchure du canal du Midi voit le jour pendant l'entre-deux-guerres, afin de relier les quartiers de Casselardit et de Purpan, en rive gauche, et des Sept Deniers, en rive droite de la Garonne. En 1932, il est même évoqué la possibilité d'assurer une nouvelle liaison entre les réseaux des chemins de fer du Sud-Ouest au nord de la ville. C'est finalement la réalisation de la rocade ouest, dans le prolongement de l'autoroute A61 et le long du canal latéral à la Garonne, qui permet la construction du pont de l'Embouchure. Il est achevé en 1973.

#### Pont d'Ancely
Le pont d'Ancely est un viaduc autoroutier construit en 1977, lors de l'aménagement de l'autoroute A621, une voie rapide qui relie le périphérique ouest de Toulouse (autoroute A620) à l'aéroport de Blagnac.

#### Pont de Blagnac
Le premier pont de Blagnac est construit entre 1840 et 1843. Il remplace un bac, au port de Blagnac, qui permettait de franchir le fleuve et connu depuis le milieu du XIVe siècle, qui se situait au bout du chemin qui, depuis la porte de las Croses (emplacement de l'actuel no 18 rue Lascrosses), atteignait le port de Blagnac (actuels rue Montmorency, rue Daydé, rue Jean-Gayral, route de Blagnac et chemin de la Garonne). Un nouveau pont est construit en 1926, qui devait permettre le passage du tramway. Entre 1983 et 1984, des travaux permettent de renforcer les appuis et les anciennes piles, et un nouveau tablier métallique est installé.

### Hers-Mort

#### Pont de Périole
Le pont de Périole est déjà connu à la fin du XIIIe siècle – il est alors connu comme le pont Saint-Hilaire, ou encore comme le pont de Nègue-Roumieu. Il prend le nom de Périole au XVIe siècle.

#### Pont de la rue André-Vasseur
Le pont est construit en 1998 et 1999, afin de permettre le prolongement de la rue André-Vasseur depuis le carrefour du chemin Bernard-Sarrette jusqu'au chemin de Gabardie.

### Touch

#### Pont de Saint-Martin
Inscrit MH (1950).

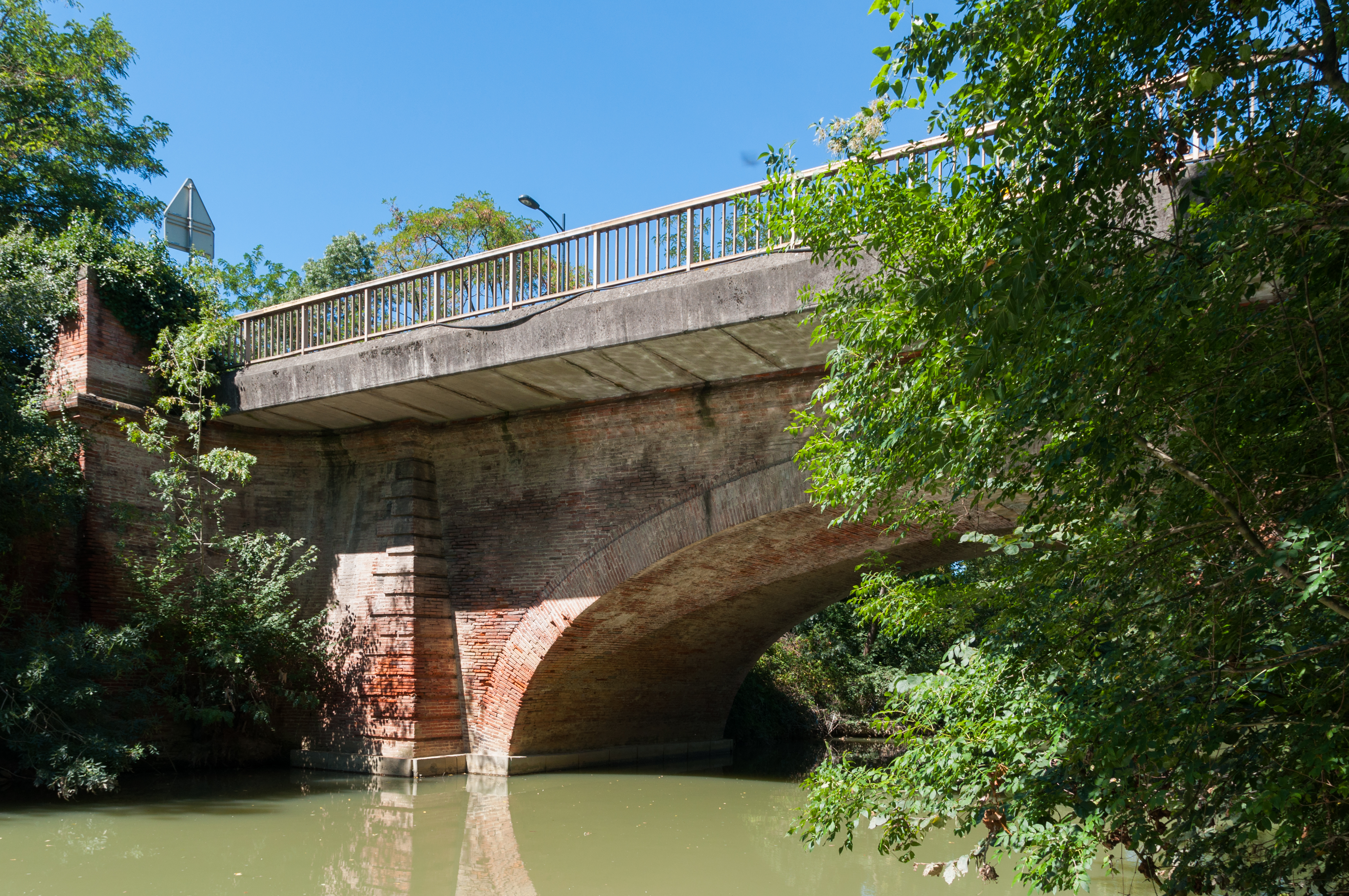
Le pont sur le Touch des États de Languedoc.

Le pont de Saint-Martin, sur le Touch, est construit près du village de Saint-Martin-du-Touch, sur les ordres des États de Languedoc, qui en prennent la décision en 1765, lors du réaménagement de la route d'Auch (actuelle route de Bayonne), une importante route royale qui relie Toulouse à la Gascogne, s'inscrivant dans un vaste plan d'amélioration de la voirie et de la circulation dans le royaume. C'est Joseph-Marie de Saget, ingénieur des États de Languedoc et de la sénéchaussée de Toulouse, qui en dresse les plans en 1772. Le pont est achevé en 1775.

#### Pont des Arènes-Romaines
Inscrit MH (1950).
Un pont sur le Touch, reliant Toulouse et Blagnac, existe déjà au XIIIe siècle. Un nouveau pont est construit dans le prolongement de la nouvelle route de Grenade (actuelle avenue des Arènes-Romaines), à la demande des États de Languedoc, vers 1768. Il se compose d'une arche unique en brique. Il porte de chaque côté, à la clef, un écusson aux armes des États.

## Canaux

### Canal de Brienne

#### Pont du Maréchal-Leclerc

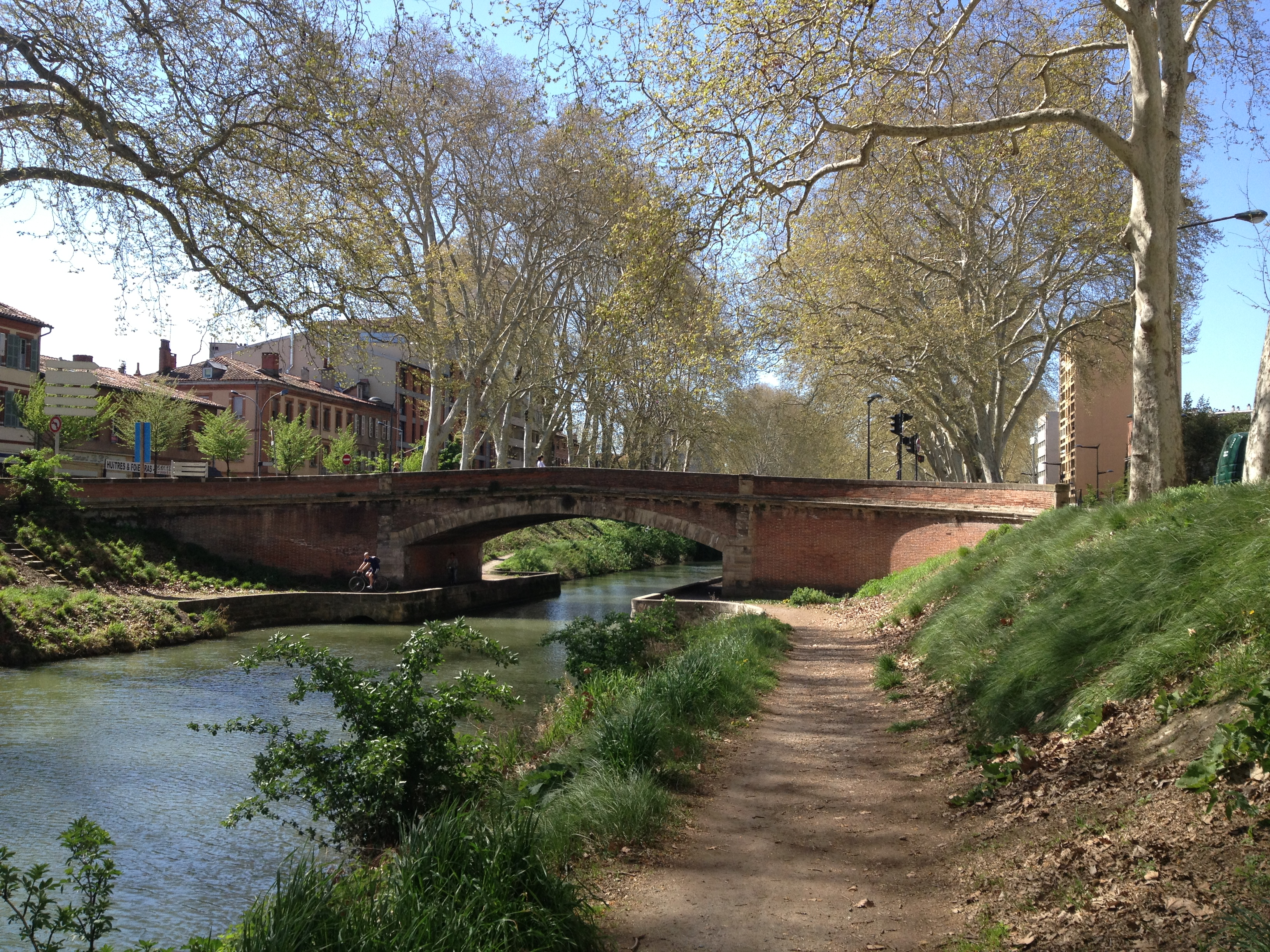
Le pont du Maréchal-Leclerc.

Le pont de l'Artillerie, construit entre 1871 et 1872, est le premier construit sur le canal de Brienne. Il est édifié sous la direction de l'ingénieur Hepp, dans le prolongement du boulevard de l'Artillerie (actuel boulevard du Maréchal-Leclerc). En 1956, il est renommé en hommage à Philippe Leclerc de Hauteclocque.
Il se compose d'une arche segmentaire en brique dont le bandeau est en pierre de taille. Il mesure 30 mètres de long pour 10 mètres de large.

#### Pont Paul-Séjourné
Le pont Paul-Séjourné (ou des Amidonniers) est construit entre 1910 et 1913 par l'ingénieur Paul Séjourné, à la suite du percement de l'avenue du Pont-des-Catalans (actuelle avenue Paul-Séjourné), qui relie le pont des Catalans au boulevard Lascrosses.
Il est construit en brique. Il se compose d'un arc outrepassé en brique, tandis que les éléments saillants (bandeau, chaînes d'angle, cordon et appui) sont en pierre de taille. L'utilisation de la brique claire, au niveau du parapet, crée un motif de balustrade.

#### Passerelle du canal de Brienne
La passerelle est construite en 1997 par l'architecte Dominique Letellier à la demande d'une association de quartier, l'Association de sauvegarde Brienne Bazacle Amidonniers (ASBBA). Elle est composée d'un système de câbles tendus, garde-corps métalliques et d'un platelage en bois.

### Canal latéral à la Garonne

#### Pont d'Elche
Le pont d'Elche a été construit en 1981. Élevé dans la continuité de l'avenue d'Elche, il permet de relier le quartier des Minimes à la rocade ouest (actuelle autoroute A620/périphérique) et à l'autoroute A621. Il est nommé en l'honneur d'Elche, commune de la province d'Alicante, en Espagne avec laquelle était intervenu un accord de jumelage.
Le pont d'Elche est un pont à poutres. Large de 28 mètres, long de 90 mètres de long, il enjambe successivement le chemin du Sang-de-Serp et le canal latéral à la Garonne. Il se compose de quatre travées, constituées de huit poutres rectangulaires, soutenues par des traverses qui reposent sur quatre piles rondes, ornées par le motif de la croix de Toulouse moulée dans le béton.

#### Pont de Béziat

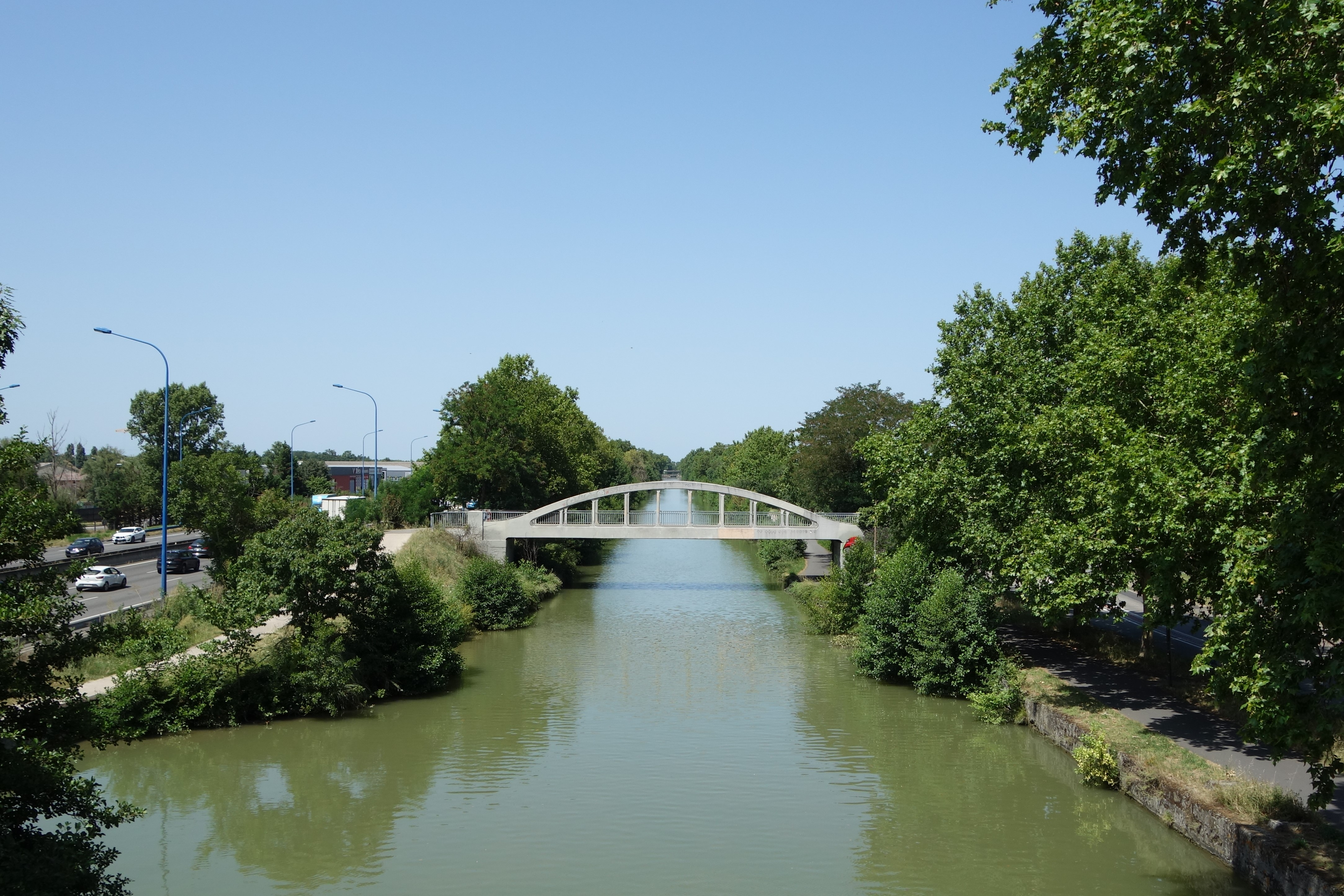
Le pont de Béziat vu depuis le pont de Ginestous.

Le premier pont de Béziat est un pont suspendu, construit entre 1845 et 1846, peu de temps après la mise en service du canal latéral à la Garonne. En 1930, il est démoli et reconstruit dans le cadre d'un plan de rénovation du canal et de la réalisation de plus de 80 nouveaux ponts, mené par le service des canaux du Midi et Latéral à la Garonne. L'ouvrage est réalisé en 1932 par la Société pyrénéenne d'entreprises de Toulouse. Mais, au début des années 1980, difficile d'accès et trop étroit, le pont de Béziat est remplacé par un nouveau pont, le pont de Ginestous, aménagé 100 mètres en amont. Il sert actuellement de passerelle pour les vélos et les piétons.
Le pont de Béziat est de type bow-string – en « corde d'arc » ou « arc sous-tendu ». Il repose sur les piles en brique du premier pont, construit au milieu du XIXe siècle. Il est bâti en béton armé. Le tablier horizontal, servant de tirant, est associé à des poutres latérales verticales et en arc, encastrés l'un dans l'autre aux extrémités.

#### Pont de Rupé

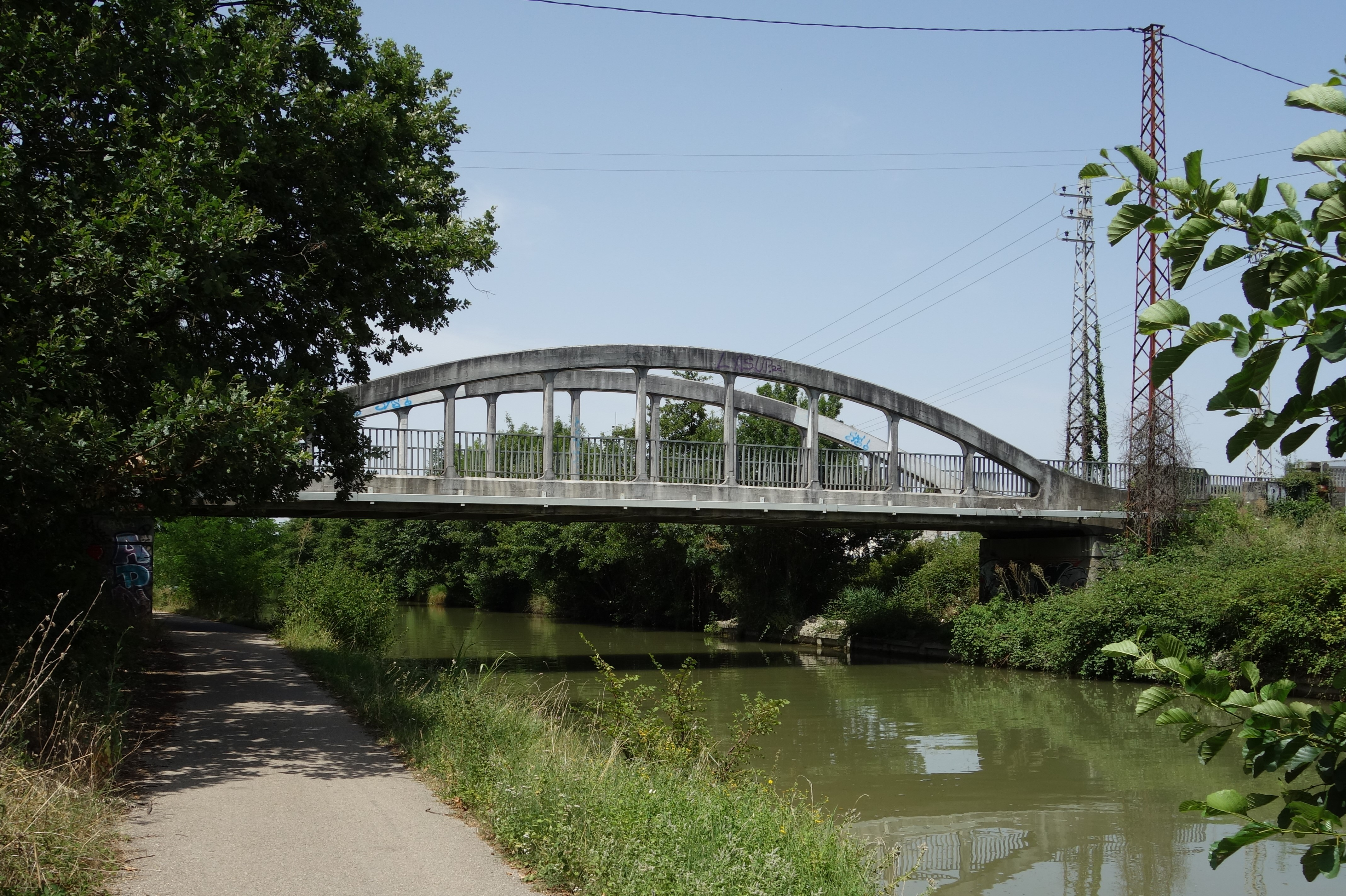
Le pont de Rupé vu depuis le chemin de halage.

Le premier pont de Rupé est construit entre 1845 et 1846, peu de temps après la mise en service du canal latéral à la Garonne. En 1930, il est démoli et reconstruit dans le cadre d'un plan de rénovation du canal et de la réalisation de plus de 80 nouveaux ponts, mené par le service des canaux du Midi et Latéral à la Garonne. L'ouvrage est réalisé en 1932 par la Société pyrénéenne d'entreprises de Toulouse.
Le pont de Rupé est de type bow-string – en « corde d'arc » ou « arc sous-tendu ». Il repose sur les piles en brique du premier pont, construit au milieu du XIXe siècle. Il est bâti en béton armé. Le tablier horizontal, servant de tirant, est associé à des poutres latérales verticales et en arc, encastrés l'un dans l'autre aux extrémités.

### Canal du Midi

#### Pont Georges-Latécoère
Le pont est construit en 1977, dans le cadre de l'aménagement du site scientifique de Rangueil et de l'avenue du Complexe-Aéro-Spatial (actuelle avenue Pierre-Georges-Latécoère), reliant les communes de Toulouse et de Ramonville-Saint-Agne. Long de 77 mètres, c'est un pont à poutres formé de cinq travées inégales. La dalle à nervures composant le tablier, en béton précontraint, est large de 12,5 mètres.

#### Passerelle Albert-Viala
La passerelle Albert-Viala est construite en 1961, afin de relier l'avenue Albert-Bedouce et le boulevard de la Méditerranée. La passerelle, en béton, est longue de 23 mètres et large de 2 mètres. Elle prend le nom, par décision du conseil municipal du 28 mai 2010, d'Albert Viala (1914-2003), bâtonnier du barreau de Toulouse, président honoraire de la conférence des bâtonniers et secrétaire perpétuel de l'académie de législation.

#### Pont des Demoiselles
Le premier pont des Demoiselles, caractéristique avec sa forme en dos-d'âne et bâti en brique, est construit vers 1681-1683. Il est alors connu comme le pont de Montaudran, du nom du village auquel il mène. Il est agrandi à deux reprises, au cours du XVIIIe siècle, puis du siècle suivant. En 1910 apparaissent, avec le développement du faubourg du Busca et l'accroissement de la circulation, les premiers projets de reconstruction. En 1970, le pont est démoli et reconstruit sur des poutres de béton. Il compte deux travées, pour une longueur de 40 mètres et une largeur de 30 mètres.

#### Viaduc ferroviaire Monplaisir
Le premier pont ferroviaire Monplaisir est un pont métallique, construit en 1860 pour assurer le passage de la ligne de chemin de fer allant de Toulouse vers les Pyrénées. En 1952, en raison de sa vétusté, la SNCF décide de le reconstruire. Le pont compte cinq travées, pour une longueur de 72,5 mètres et une largeur de 10 mètres. La structure en béton est cachée par un parement de brique et de pierre pour les chaînages d'angle,.

#### Passerelle des Soupirs

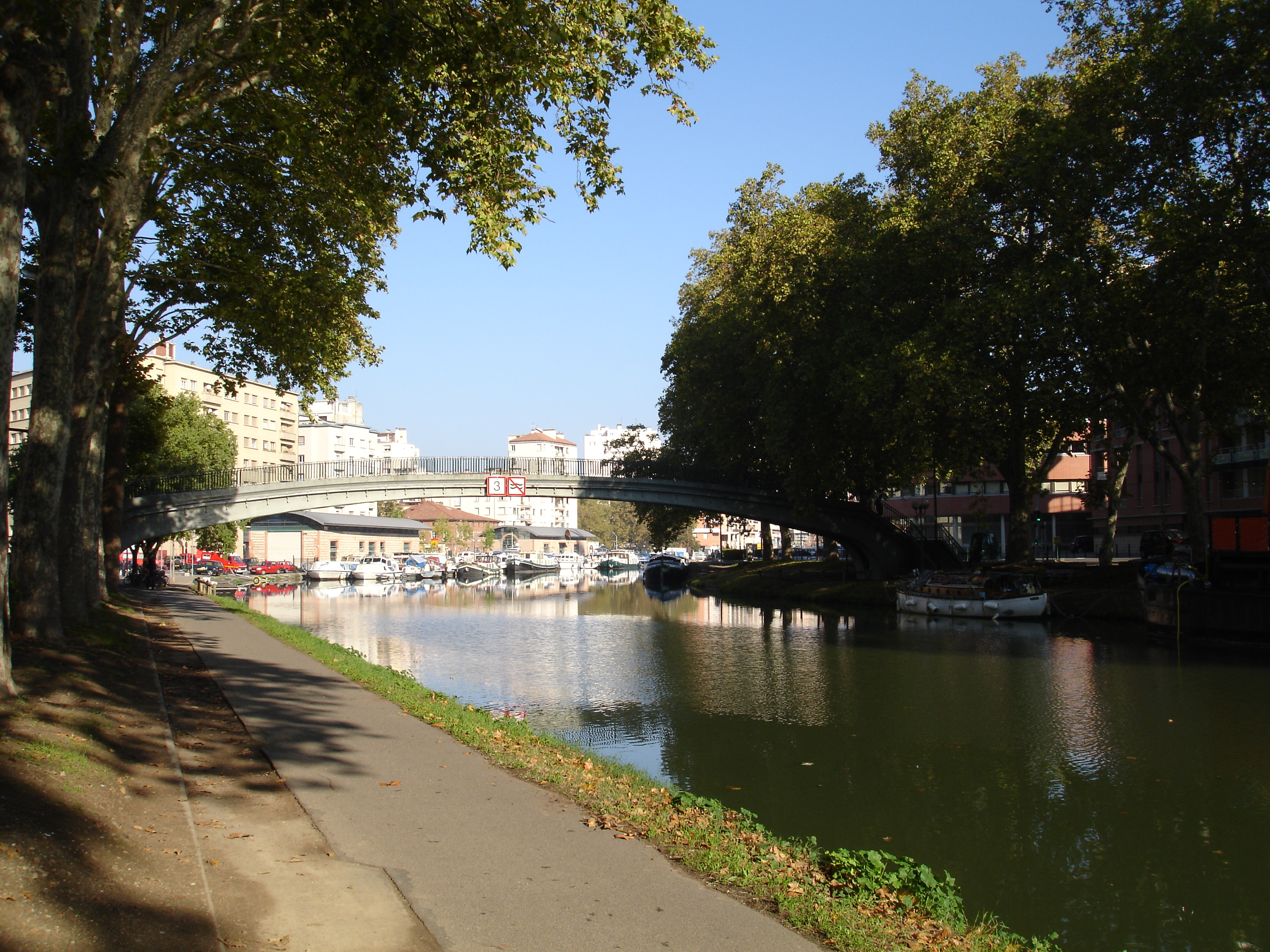
La passerelle des Soupirs et le port Saint-Sauveur.

La passerelle est construite en quelques mois en 1902, entre le boulevard Monplaisir et le boulevard Bernard-Griffoul-Dorval, « afin de diminuer le parcours à effectuer par les ouvriers du quartier de la Baraquette qui se rendent à leur travail du côté Canal-Ville et aux ateliers environnant le Grand-Rond ». Elle tient son nom de l'allée des Soupirs, qui aboutit au Boulingrin et au jardin du Grand Rond.
Pour la construction, la municipalité d'Honoré Serres avait fait le choix en 1898 de Charles Picot et Joseph Montariol, représentants toulousains de l'entreprise de François Hennebique. La passerelle est formée de deux arcs parallèles, espacés de 80 centimètres et couverts d'une dalle, réalisés en un seul bloc de béton armé. Elle a une portée de 42 mètres et une largeur d'1,5 mètre, et elle s'élève à son sommet à 5,8 mètres au-dessus du canal du Midi. Elle est accessible par deux escaliers doubles. Les garde-corps sont en fer forgé et fonte.

#### Pont Montaudran
Le premier pont Montaudran est construit en 1683, au moment de la mise en eau du canal du Midi. Afin de faire face à la croissance du trafic, liée au développement du port Saint-Étienne, principal port de la ville sur le canal, il est reconstruit et agrandi entre 1769 et 1771 sur les plans de l'architecte de la sénéchaussée et de la province, Joseph-Marie de Saget.
En 1963, le développement urbain des faubourgs et la croissance de la circulation automobile amènent la municipalité à demander sa reconstruction et l'aménagement de voies rapides sur les berges du canal. En 1965, le projet présenté par les ingénieurs de la ville, Toulière, Fanade et Gesta, est lancé. Il est achevé et ouvert à la circulation l'année suivante. Le pont à poutres en béton se compose de trois travées : une travée centrale, large de 18 mètres, et deux travées latérales, larges de 10 mètres chacune.

#### Pont Guilheméry
Le premier pont Guilheméry est construit en brique vers 1680, peu après le creusement du canal du Midi. Il est démoli et reconstruit entre 1841 et 1845 avec le soutien du département de la Haute-Garonne et de la ville de Toulouse : le nouveau pont, en brique claire et pierre de taille, avec son arche surbaissée, est représentatif des ponts construits à cette époque. Mais dans les années 1960 il se révèle inadapté au développement du trafic automobile et il est démoli en 1975. Le projet inclut la construction d'un pont-dalle franchissant le canal, et l'aménagement de voies sur berges longeant le canal. Le pont, d'une seule travée, en béton précontraint, mesure 38 mètres de long et 19 mètres de large. Il est inauguré en octobre 1976.

#### Passerelle Charles-Bourseul
La passerelle Charles-Bourseul est construite en 1977 par l'administration des PTT, afin de faciliter l'accès au bureau de poste de Saint-Aubin (actuel no 1 rue Charles-Camichel) depuis la rive droite du canal. Son nom rend d'ailleurs hommage à Charles Bourseul (1829-1912) : entré dans l'administration des télégraphes, il s'intéressa à la transmission électrique de la voix et fut un des inventeurs méconnus du téléphone. Il termina sa carrière comme directeur départemental des Postes du Lot.
La passerelle, longue de 32,60 mètres et large de 3 mètres, est construite en béton armé. Le tablier repose directement sur les culées. Un escalier permet d'accéder de chaque côté au boulevard du Professeur-Léopold-Escande et au boulevard de la Gare.

#### Pont de la Colombette

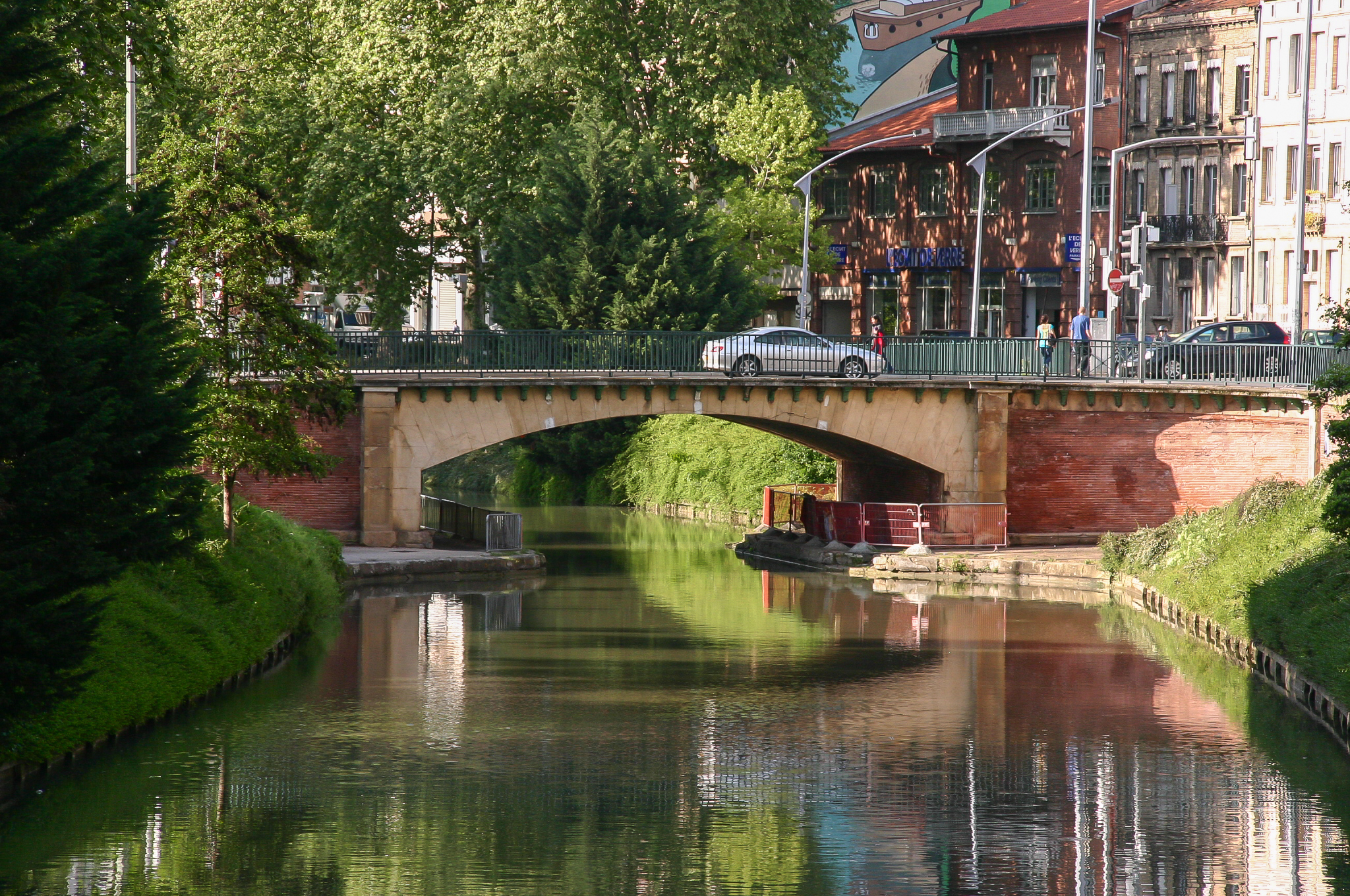
Le canal du Midi et le pont de la Colombette vus de la passerelle Charles-Bourseul.

Le pont de la Colombette est construit entre 1872 et 1874, afin d'accompagner la croissance démographique et industrielle que connaît le faubourg Saint-Aubin dans la deuxième moitié du XIXe siècle, et rétablissant la continuité entre la rue de la Colombette et l'avenue de la Gloire, interrompue à la suite du creusement du canal du Midi. Il est édifié sur le modèle des ponts Pierre-Paul-Riquet et Bayard, dessinés par l'architecte de la ville, Urbain Maguès. La maçonnerie est en brique, tandis que la pierre de taille est utilisée pour les arches segmentaires et les pilastres qui délimitent les culées. Large de 12 mètres et d'une seule travée, il mesure 31 mètres de long.

#### Pont Gabriel-Péri
Le pont Gabriel-Péri est construit entre 1904 et 1907, alors qu'est achevée la percée de la rue de Constantine (actuelle rue Gabriel-Péri), afin de relier la ville au cimetière de Terre-Cabade. Les plans sont dressés par E. Estrade, ingénieur des ponts et chaussées et directeur des travaux de la ville. Il mesure 29,50 mètres de long pour 12 mètres de large. Le tablier métallique est soutenu par huit poutres métalliques, qui reposent sur les culées maçonnées en brique claire et en pierre.

#### Pont Pierre-Paul-Riquet
C'est en 1845 qu'est prise la décision de construire un nouveau pont sur le canal dans l'axe des allées Lafayette (actuelles allées Jean-Jaurès). Les travaux sont dirigés par l'architecte de la ville, Urbain Maguès. Le pont est construit en brique. Il est large de 14 mètres et d'une seule travée. Les bandeaux des arcs segmentaires sont en pierre de taille.
Face à l'augmentation du trafic automobile, le pont est agrandi entre 1950 et 1951 sur les plans de l'ingénieur de la ville Félix Prat. Le nouveau tablier, qui englobe le pont ancien, a permis d'en doubler la largeur, à 28 mètres. Il est en béton précontraint, supporté par des poutres et reposant sur des culées en béton mais recouvertes d'un plaquis de brique rouge.

#### Pont du 19-Mars-1962
Le pont de Bayard est construit en 1860 par la compagnie des chemins de fer du Midi, également concessionnaire du canal du Midi depuis 1858 : elle souhaite en effet développer le trafic autour de la gare Matabiau, ouverte en 1856, et créer un accès direct au centre-ville par la rue de Bayard, dont le réaménagement doit être réalisé par le conseil municipal. Le directeur des canaux du Midi, Urbain Maguès, dessine les plans de l'ouvrage. Il se compose d'une seule arche en brique claire, longue de 31,60 mètres et surtout large de 28 mètres, dont le bandeau est en pierre de taille. Une balustrade moulée en béton sert de garde-corps. En avril 2013, le pont est rebaptisé pont du 19-Mars-1962, date du cessez-le-feu en Algérie. Enfin, en 2019, il est inclus dans le réaménagement du secteur de la gare Matabiau et la création d'un vaste parvis, installé en partie sur l'écluse de Bayard et baptisé en 2021 du nom de Valéry Giscard d'Estaing.

#### Pont Matabiau

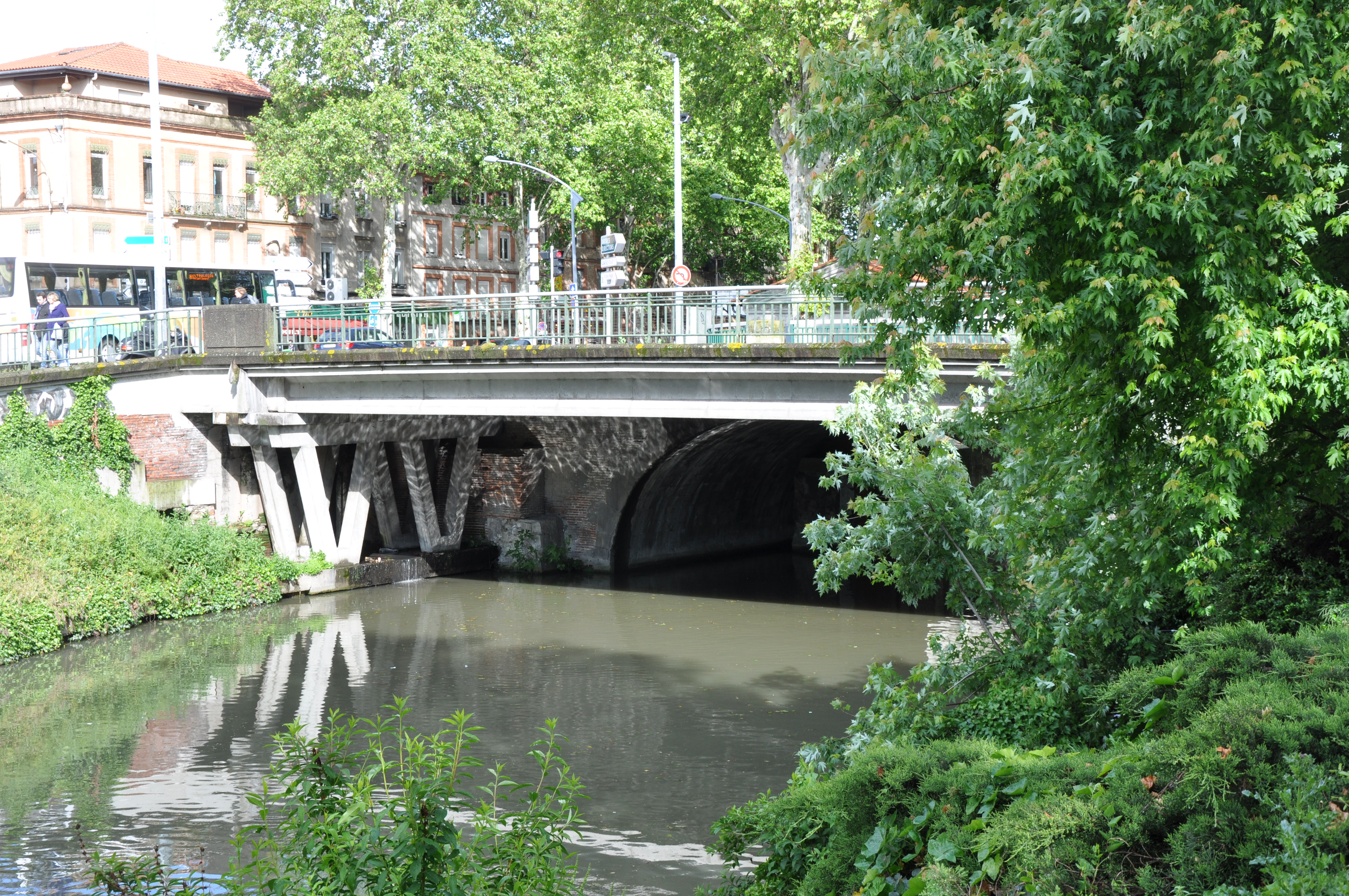
Le pont Matabiau en 2013.

Le pont Matabiau est construit en 1683, lors du creusement du canal du Midi. Il est reconstruit, en brique, vers 1830. Il compte une travée et présente un arc segmentaire, dont le bandeau est en pierre de taille. Du côté est du pont, le trottoir en encorbellement repose sur des corbeaux de pierre. En 1963, le pont est élargi par de nouveaux travaux du côté ouest, où des tréteaux en béton supportent une dalle en béton précontraint,.

#### Passerelle du Raisin
La passerelle du Raisin est construite en 1979, afin de relier le centre-ville à la résidence des Raisins (actuel no 23 boulevard des Minimes), achevée quelques années plus tard, en 1983. Elle est réalisée en béton et possède un garde-corps en métal. Les culées de la passerelle sont couvertes d'un plaquis de brique claire,.

#### Passerelle de Négreneys

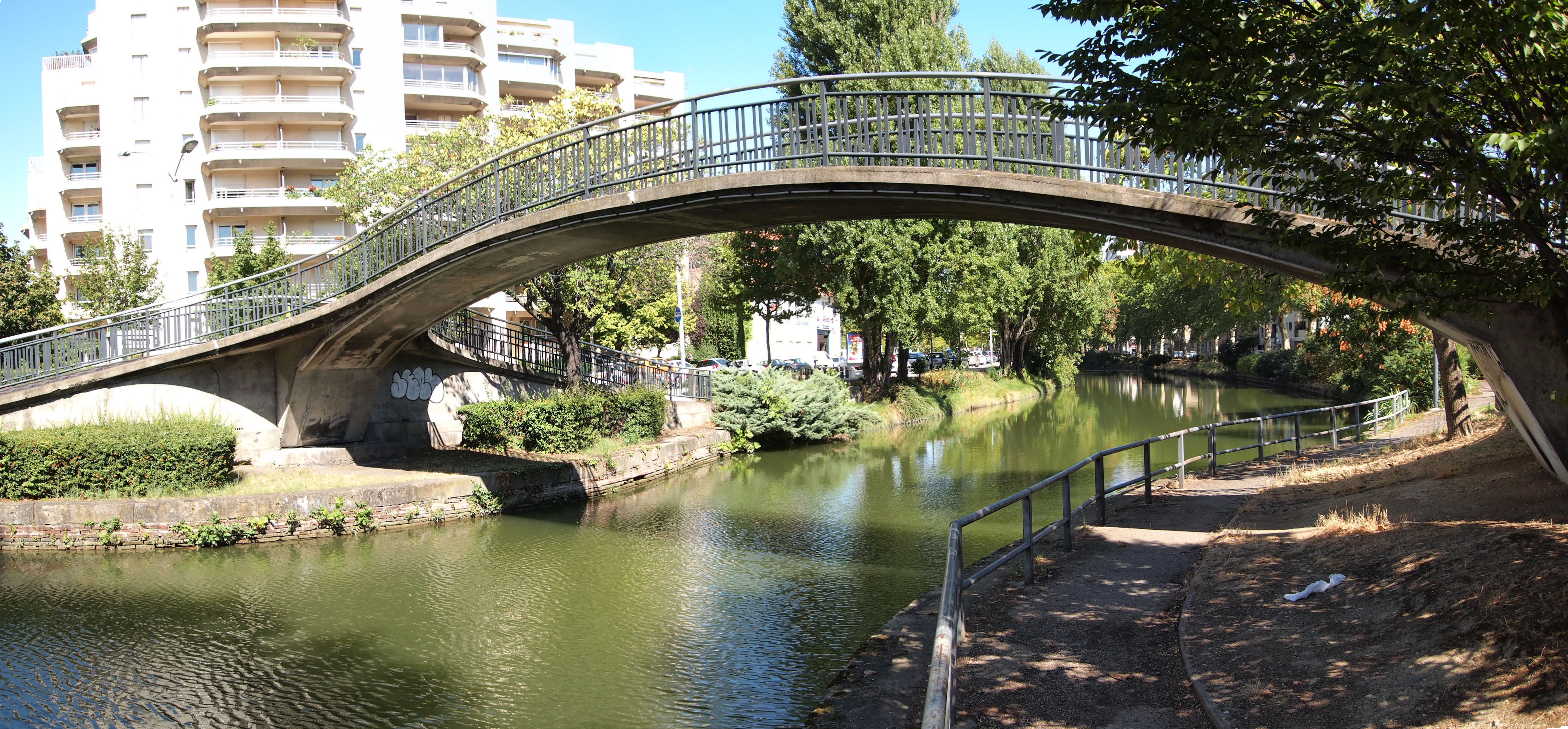
La passerelle de Négreneys en 2012.

La première passerelle de Négreneys est construite en 1892, afin de relier le boulevard Matabiau et le quartier des Chalets, en rive gauche, au quartier de Croix-Daurade, en rive droite, en passant par l'ancien chemin de Croix-Daurade (actuelle rue Pierre-Cazeneuve). Elle est démolie en 1958 et remplacée par une nouvelle passerelle en béton,.

#### Pont des Minimes
Le premier pont des Minimes est construit en 1683, lors du creusement du canal du Midi. Il est reconstruit entre 1761 et 1762 par l'ingénieur Joseph-Marie de Saget, à la demande des États de Languedoc. Il est embelli en 1838 par l'érection de deux colonnes, hautes de 18 mètres, au-dessus des guérites de l'octroi. Mais l'augmentation de la circulation entre l'avenue Honoré-Serres, au sud, et l'avenue des Minimes, au nord, amène le conseil municipal à décider l'élargissement du pont : en 1940, les colonnes sont abattues et des trottoirs en béton sont aménagés en encorbellement, puis, en 1966, la démolition complète est décidée. Il est effectivement détruit en 1968.
Le nouveau pont est construit entre 1968 et 1969. Il se compose d'une seule travée de 41 mètres de long, qui enjambe le canal et une voie de circulation sur chaque berge du canal. Le tablier, en béton précontraint, est supporté par six poutres. Les garde-corps sont métalliques,.

#### Passerelle Kléber-Haedens
La passerelle Kléber-Haedens est construite en 1989, lors de l'aménagement d'un nouveau quartier au-delà du boulevard de l'Embouchure, autour du chemin du Sang-de-Serp. Elle est nommée en l'honneur de Kléber Haedens (1913-1976), écrivain et journaliste proche de Charles Maurras et de l'Action française, souvent rattaché à l'école littéraire des « Hussards ».
La passerelle est construite en béton précontraint. L'aspect massif de l'ensemble est adouci par la part qui est donnée à la végétalisation, afin de l'intégrer aux alignements d'arbres du canal du Midi et au jardin de Compans-Caffarelli. Elle se compose d'un tablier de trois travées, long de 65 mètres, qui enjambe le canal et les voies de circulation. Les garde-corps des escaliers et les arêtes du tablier sont soulignés par des carreaux verts de céramique.

#### Pont Sanières
Le pont est construit entre 1967 et 1968 afin de résoudre le problème de l'augmentation de la circulation automobile au niveau des Ponts-Jumeaux. Il est nommé en l'honneur du docteur Louis Sanières (1903-1964), radiologue toulousain engagé dans de nombreuses œuvres sociales.
Le pont se compose d'un tablier de béton de 16 mètres de large. Il repose sur des culées en béton couvertes d'un plaquis de brique.